# 桂皮海梅介
桂皮海梅介（学名：Hermanites cinnamonia）为半花介科海梅介屬下的一个种。